# جيمس إل. هوارد
جيمس إل. هوارد (بالإنجليزية: James L. Howard)‏ هو سياسي أمريكي، ولد في 18 يناير 1818 في الولايات المتحدة، وتوفي في 1 مايو 1906. حزبياً، نشط في الحزب الجمهوري.